# Район Накахара
35°34′34″ пн. ш. 139°39′21″ сх. д. / 35.57611° пн. ш. 139.65583° сх. д.
Райо́н Накаха́ра (яп. 中原区, なかはらく, МФА: [nakahaɾa ku̥], «Середньопольний район») — район міста Кавасакі префектури Канаґава в Японії. Станом на 1 квітня 2009 площа району становила 14,70 км². Станом на 1 липня 2011 населення району становило 234 636 осіб.